# Jefim Salmanowitsch Schifrin

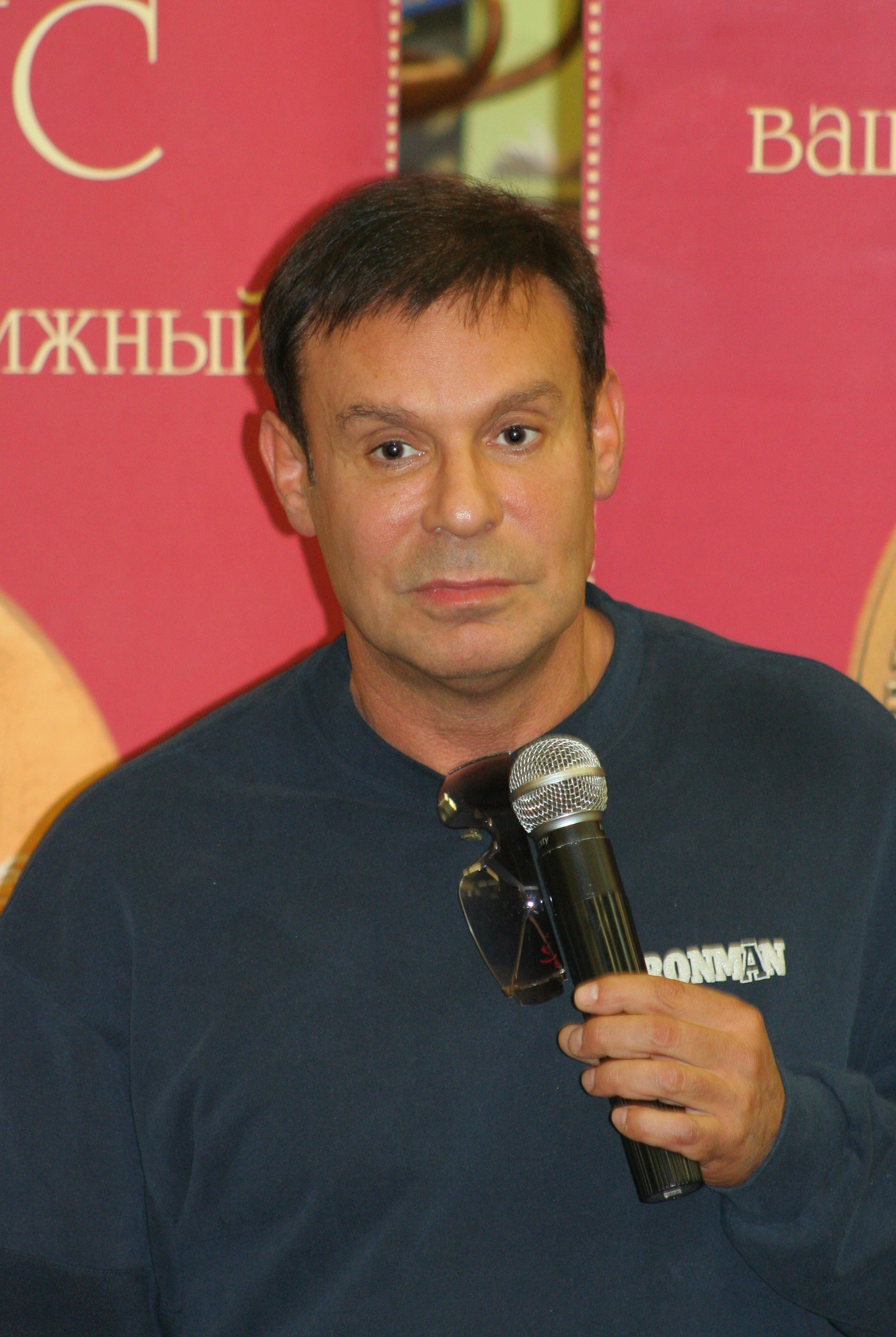
Jefim Schifrin (2010)

Jefim Salmanowitsch Schifrin (russisch Ефи́м За́лманович Шифри́н; * 25. März 1956 in Neksikan bei Sussuman, Oblast Magadan) ist ein russischer Schauspieler.

## Leben
Jefim Schifrin wurde 1956 in der Oblast Magadan, Siedlung Neksikan geboren. 1973 und 1974 studierte er an der philologischen Fakultät der Universität Riga und von 1974 bis 1978 an der Abteilung für Unterhaltungskunst (Schauspielkunst) an der Staatlichen Schule für Artistik und Unterhaltung, bei Roman Wiktjuk. Bereits 1977 spielte er im Theaterstudio der Moskauer Staatlichen Universität. Unter Jefims Theaterrollen in dieser Zeit waren seine Rollen in Vorstellungen „Auf Wiedersehen, Jungs!“, „Nacht nach der Entlassung“, „Entenjagd“. 1979 wurde Jefim Laureat des 1. Wettbewerbs der Unterhaltungsschauspieler in Moskau, 1983, Laureat des 7. Unionswettbewerbs (des 7. Nationalen Wettbewerbs) für Unterhaltungsdarsteller. Seine erste Solovorstellung „Ich möchte sagen“ – hauptsächlich nach Werken von Wiktor Kokljuschkin – spielte Jefim im Jahre 1985. Texte von Kokljuschkin wurden auch den Stücken „Drei Fragen“ und „Vollmond“ zugrunde gelegt. 1990 gründete Jefim das „Schifrin-Theater“, das er bis heute leitet. 1992 wurde dem Schauspieler der Preis „Goldener Ostap“ verliehen.
Zu seinem Repertoire gehören viele Vokalwerke, darunter Romanzen mit Musik von Dmitri Schostakowitsch und Texten von Sascha Tschorny, Lieder wie „Jerusalem“ von Mark Minkow, „Die Musik in mir“ von Michail Kotschetkow, „Südliche Nacht“ von Alexander Klewizki und andere.
Theaterrollen spielte er in den Aufführungen „Ich kenne dich nicht mehr, mein Lieber“, „Liebe mit einem  Dummkopf“, „Putanen“, „Bock, oder Wer ist Silvia“ (Regie Roman Wiktjuk), „Gerüchte“ (Regie Wadim Dubrowizki). 2006 fand im Theatrarium in Serpuchowka die Premiere der Vorstellung nach dem Theaterstück von Jewgeni Schwarz (Regie Wladimir Mirsojew) statt, wo Schifrin die Rolle des Bürgermeisters spielte.
Im Jahr 2008 wirkte Schifrin in zwei Theaterpremieren mit. Zum einen in der Rolle des Erwe Montenja in der Aufführung "Der Skandal! Dem Publikum ist es verboten, zu sehen!" basierend auf einem Stück von Jean Marsana (Regisseur Waleri Sarkissow) sowie in der Rolle des Harry Essendajna in der Vorstellung "Die Blume lachend" nach dem Stück von Noela Kauarda unter der Regie von Michail Kosakow.
Jefim Schifrin spielte in den Filmen „Bolotnaja-street“, „Ein Held unserer Stamm“. Im Musical „Engel mit dem Stummel“, das von Jewgeni Ginsburg aufgeführt wurde, sang Jefim Schifrin 13 Lieder (Musik  Alexander Klewizki, Text  Juri Rjaschenzew) und wirkt in 20 Filmrollen. 2007 fand die Premiere des Films „Glanz“ von Andrei Kontschalowski statt, in dem Schifrin die Rolle des Mark Schiffer spielte. Außerdem spielte er in der Fernsehzeitschrift „Eralasch“.
Einige Jahre hindurch leitete Jefim Schifrin jeden März in der Staatlichen Zentralkonzerthalle „Rossija“ (Russland) die Benefizvorstellungen unter  Teilnahme von Stars der russischen Unterhaltungskunst: „Arche Schifrinoahs“, „WWW.SHIFRIN.RU“, „Opus Nr. 10“, „Die Treppe“, „Volkszählung“, „Menschen in Masken“. Und 2006 gab es die Jubiläumsbenefizvorstellung „Kabarett. Reloaded“ statt.
Jefim Schifrin hat folgende Bücher geschrieben: „Das Theater meines Namens“ (Nebenautor G. Wiren) und „Personalakten von Jefim Schifrin“.
2000 bekam Schifrin den Preis  des internationalen Clubnetzes World Class  „Mister Fitness“ und 2006 wurde er mit dem Diplom des Komitees für Körperkultur  und Sport, Föderation für Bodybuilding und Fitness  der Moskauer Regierung für seine Propaganda für  Sport und gesunde Lebensweise (Gesundheit) ausgezeichnet. Andere Auszeichnungen  an Jefim Schifrin sind der Rajkin-Pokal (2001) und  2. Preis  mit dem Nikulin-Pokal für seine Mitwirke  an der Fernsehsendung  des Ersten Kanals „Stars in der Manege“.

## Die Bibliografie
- Der Fluss Lethe («Течет река Лета», 2007 г.)
- Die Welt ist klein («Мир тесен», 2004 г.)
- Personalakten von Jefim Schifrin («Личное дело Ефима Шифрина», Москва, 1997 г.)
- Das Theater meines Namens («Театр имени меня», Москва, «Конец века», 1994 г.)